# Viktor II.

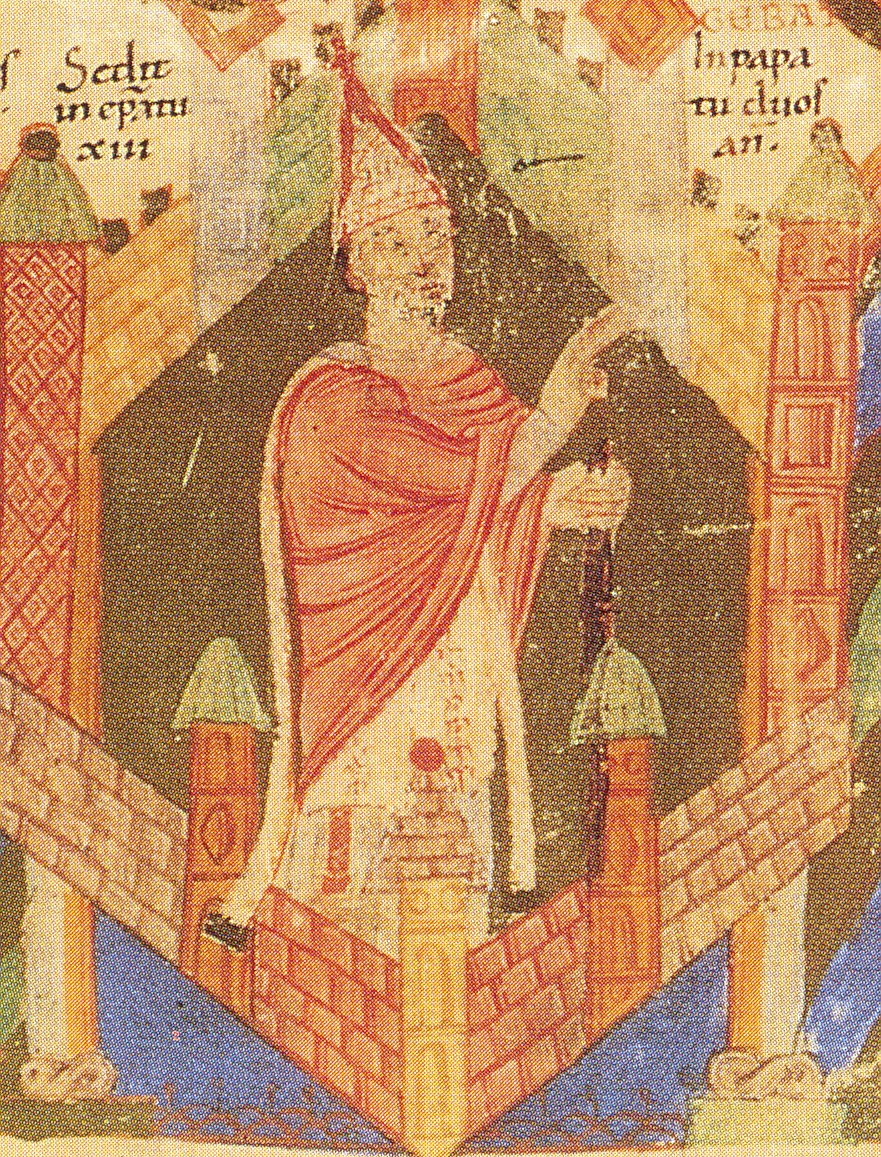
Viktor II. in der Darstellung im Pontifikale Gundekarianum (1071/72)

Viktor II., auch Victor II. (* um 1020; † 28. Juli 1057 in Arezzo), war als Gebhard I. Bischof von Eichstätt von 1042 bis 1057 und amtierte von 1055 bis zu seinem Tod als Papst. Er entstammt einem südwestdeutschen Adelsgeschlecht und gilt aufgrund seiner verwandtschaftlich begründeten Stellung in der salischen Reichskirche als „deutscher Papst“.

## Herkunft und Jugend
Über die Herkunft und die Jugend Gebhards ist wenig bekannt. Sein Geburtsjahr wird nicht überliefert, kann jedoch etwa auf das Jahr 1020 datiert werden, da er zum Zeitpunkt seiner Bischofserhebung 1042 offenbar nur wenige Jahre jünger als der 25-jährige König Heinrich III. war. Es steht fest, dass Gebhards Eltern Hartwig und Biliza hießen und die Familie einem alemannischen Adelsgeschlecht entstammte, welches mit dem salischen Königshaus entfernt verwandt war. Sein Vater Hartwig war ein Bruder des Gotebold, der erst als Domherr zu Eichstätt und später als Patriarch von Aquileia bekannt wurde; seine Mutter Biliza gehörte offenbar dem welfischen Hause an. Die Klärung der genauen Herkunft der Familie ist erst in neuerer Zeit vollständig gelungen.
Nach seiner Kindheit schlug Gebhard eine geistliche Laufbahn ein und absolvierte eine Ausbildung zum Domkanoniker unter seinem Stiefonkel Bischof Gebhard III. von Regensburg, einem Halbonkel Konrads II. Trotz seiner entfernten Verwandtschaft mit dem Kaiser war Gebhards rasanter politischer Aufstieg in keiner Weise vorbestimmt; schließlich wurde der junge Kleriker nicht am königlichen Hof, sondern in der Regensburger Domschule erzogen. Seine Karrierechancen waren vielmehr erschwert, da die salischen Herrscher ihre geistlichen Berater traditionell fast ausschließlich aus dem Kreise ihrer geistlichen Hofkapelle auswählten. Über die Gründe, die Gebhard überhaupt für ein Bischofsamt in Frage kommen ließen, geben die Quellen nur wenig Aufschluss. Vermutlich erwies er sich als ein hochbegabter Schüler, der sich somit als enger Vertrauter Gebhards III. von Regensburg für mögliche höhere Ämter empfehlen konnte.

## Wirken als Bischof Gebhard I. von Eichstätt

### Der politische Aufstieg Gebhards bis 1050
Nachdem im Jahre 1042 durch den Tod Gezmanns das Bistum Eichstätt vakant geworden war, versuchte der Regensburger Bischof Gebhard III. maßgeblichen Einfluss auf die Neubesetzung des Amtes zu nehmen. Als bedeutender militärischer Anführer in den Kämpfen gegen die Ungarn war er für Kaiser Heinrich III. ein wichtiger und einflussreicher politischer Ratgeber. Gebhard III. schlug zunächst den Regensburger Dompropst Kuno vor, doch der Kaiser lehnte Kuno umgehend ab. Um Gebhard III. nicht zu verärgern, gestattete Heinrich III. ihm, einen weiteren Vorschlag aus dem Kreise seines Domkapitels zu machen.
Sein zweites Votum fiel auf den jungen Gebhard, den Heinrich III. – nach Beratung mit anderen Bischöfen – am Weihnachtsfest des Jahres 1042 in Goslar akzeptierte. Diese Designation ist in vielfacher Hinsicht ungewöhnlich: Offenbar hatte Gebhard bei seiner Bischofserhebung das kanonische Alter noch nicht erreicht, denn er war nur wenig älter als 20 Jahre. Ebenso ist auffällig, dass Gebhard vor dieser Wahl weder Kontakte zum Bistum Eichstätt noch zu Heinrich III. gehabt hatte und der Kaiser ihn wohl zu diesem Zeitpunkt nicht einmal kannte.
Bereits kurze Zeit nach seiner Erhebung zum Bischof von Eichstätt entwickelte sich Gebhard zu einem unentbehrlichen Berater für Kaiser Heinrich III. Der weltliche Herrscher griff sowohl in politischen, rechtlichen als auch in kirchlichen Angelegenheiten zunehmend auf die Ratschläge des jungen Geistlichen zurück, der sich als „absolut zuverlässiger Vertrauensmann“ erwies. Der anonyme Schreiber des Klosters Herrieden betont in besonderem Maße die Tugendhaftigkeit und das geistliche und weltliche Wissen des Bischofs, das ihn vor den anderen Reichsfürsten auszeichnete.
In seiner neuen Rolle suchte er die Nähe zum Kaiser und zog als Mitglied des Hofstaates durch das Reich. Im Zuge der Italien-Reise Heinrichs III. nahm er 1046 an den Synoden von Sutri und Pavia teil, auf denen der salische Herrscher die Kirchenreform weiter vorantrieb. Zudem war er im selben Jahr bei der Papsterhebung Bischof Suitgers von Bamberg in Rom zugegen und begleitete den Kaiser bei dessen Besuchen in Regensburg, Nürnberg und Augsburg. Ebenso wohnte Gebhard der Synode von Mainz bei, die Papst Leo IX. und Heinrich III. im Jahre 1049 zur Bekämpfung von Simonie und Priesterehe abhielten.
Für sein Bischofsamt blieb als ständiges Mitglied des Hofstaates offensichtlich wenig Zeit, da er sich insgesamt viel häufiger am kaiserlichen Hof als in seinem Bistum aufhielt. Außer einer Intervention zugunsten des Klosters Niederaltaich sind keine bedeutenden bischöflichen Handlungen urkundlich überliefert. Ganz offensichtlich maß Gebhard seinen politischen Ambitionen deutlich mehr Bedeutung bei als dem kirchlichen Dienst.

### Wachsender Einfluss auf die Reichspolitik – Der Weg zum Papstamt
Politische Fähigkeiten, Reformwille und Nähe zum Kaiser zeichneten Gebhard aus, so dass er etwa um 1050 zum maßgeblichen Berater Heinrichs III. aufstieg. Er entwickelte sich zum Hauptratgeber der Krone und war dem Kaiser in Macht und Einfluss fast ebenbürtig.
Gebhards gewachsene politische Stellung zeigte sich besonders, als er Heinrich III. im Jahr 1053 an einer Unterstützung Papst Leos IX. im Kampf gegen die Normannen hinderte. Ohne den Beistand des Kaisers erlitten die päpstlichen Truppen in der Schlacht von Civitate eine vernichtende Niederlage, nach der Leo IX. in Gefangenschaft geriet. Offenbar war Gebhard ein entschiedener Gegner der Normannenpolitik des Papstes. Die Beweggründe des Bischofs für seine Haltung liegen im Dunkeln. Möglicherweise maß er den Unruhen in Bayern eine höhere Bedeutung zu, die mit der Absetzung des Herzogs Konrad I. von Bayern durch Heinrich III. vorerst ihren Höhepunkt fanden. Das Herzogtum wurde den beiden unmündigen Söhnen des Kaisers – zuerst Heinrich IV. und nach dessen Wahl zum König seinem jüngeren Bruder Konrad – übertragen. Als deren Vormund wurde an Weihnachten 1053 Gebhard von Eichstätt eingesetzt, dem als Regent die Stabilisierung Bayerns oblag. So führte er zum Beispiel einen erfolgreichen Feldzug gegen die Grafen von Scheyern, die an den Auseinandersetzungen maßgeblich beteiligt waren. Faktisch bewirkte jenes politische Amt eine erhebliche Machtsteigerung des Bischofs.
Der steile Aufstieg Gebhards ist insofern erstaunlich, als Eichstätt eigentlich als ein relativ unwichtiges Bistum galt. Die starke Einbindung in die Reichspolitik hatte jedoch zur Folge, dass er sein Bischofsamt zunehmend vernachlässigen musste. Er beschränkte sich vor allem auf die Förderung der Domschule, deren Schüler er Malereien anfertigen und diese in der neu errichteten Kapelle aushängen ließ. Ferner beabsichtigte er einen Neuaufbau der von Bischof Herbert hinterlassenen Domruine, konnte ihn jedoch zu Lebzeiten nicht mehr vollenden. Es steht fest, dass die häufige Abwesenheit des Bischofs für die Entwicklung Eichstätts nicht förderlich war. Dementsprechend sind offenbar die bedeutenden Gebiete- und Rechteschenkungen, die der Kaiser dem Bistum in den Jahren 1053 und 1055 zusicherte, als Entschädigungen anzusehen.
Nach dem Tod Leos IX. im April 1054 wurde der Heilige Stuhl vakant. Gemeinsam mit einer römischen Gesandtschaft unter dem Vorsitz des Diakons Hildebrand – des späteren Papstes Gregor VII. – beriet sich Heinrich III. auf einem Hoftag in Mainz über die Neubesetzung. Der Kaiser nutzte sein Designationsrecht und schlug im September 1054 Gebhard als Nachfolger Leos IX. vor. Von dieser Praxis hatte er bereits bei der Wahl der deutschen Päpste Clemens II., Damasus II. und Leo IX. Gebrauch gemacht. Gebhards politische Fähigkeiten und sein enges Verhältnis zum Herrscher qualifizierten ihn offenbar zum idealen Kandidaten für den Salier.
Bemerkenswerterweise knüpfte Gebhard jedoch Bedingungen an die Annahme des Amtes und erbat sich Bedenkzeit. Er forderte von Heinrich III. nicht nur die Rückgabe von Kirchengütern, sondern auch die Beibehaltung seines Bistums. Dies war eine durchaus übliche Praxis, hatten doch seine deutschen Vorgänger im Papstamt ebenfalls ihre Heimatbistümer behalten dürfen.
Das Verhalten des designierten Papstes belegt, dass sich Gebhard der Gunst des Kaisers sicher sein und er als bedeutender politischer Berater offenbar auch selbstbewusste Forderungen stellen konnte. Erst auf einem Reichstag in Regensburg im März 1055 willigte der Eichstätter Bischof ein. Nach erfolgreicher Wahl wurde er schließlich am 13. April 1055 im Petersdom in Rom als Papst Viktor II. inthronisiert. Mit der Annahme dieses Namens berief er sich wahrscheinlich auf den heiligen Viktor von Xanten, der im 10. und 11. Jahrhundert als heiliger Krieger in besonderem Maße verehrt wurde. Dieser war Anfang des vierten Jahrhunderts als Märtyrer hingerichtet worden. Möglicherweise verband der fünfte deutsche Papst diesen Namen mit seinen Plänen, als Oberhaupt der römischen Kirche die territorialen Ansprüche gegenüber der weltlichen Macht zu stärken. Wahrscheinlicher erscheint jedoch vor dem Hintergrund der intensiven Zusammenarbeit zwischen Viktor II. und Heinrich III., dass der Name stellvertretend für die Synergie von Kirche und Reich zu verstehen ist.

## Wirken als Papst Viktor II.

### Die Reichssynoden von Florenz, Rom und Arezzo
Nach seiner Erhebung zum Papst führte Viktor II. die enge Zusammenarbeit mit dem Kaiser fort. Er nahm weite Reisen in Kauf, um die Rechte der Kirche weiter zu stärken. Gemeinsam mit Heinrich III. setzte er sich für eine intensive Umsetzung der Kirchenreform ein, wie bereits auf der Reichssynode in Florenz am 4. Juni 1055 offensichtlich wurde. Sowohl das kirchliche als auch das weltliche Oberhaupt waren gewillt, entschieden gegen Simonie und Priesterehe vorzugehen. Papst Viktor II. scheute sich nicht vor harten Strafen, wie die Exkommunikation und Absetzung des Erzbischofs Wilfred von Narbonne beweist. Zugleich wurden auf der Synode auch politische Probleme behandelt: Die Auseinandersetzung zwischen Kaiser Heinrich III. und dem mächtigen niederlothringischen Herzog und Markgrafen von Tuszien Gottfried dem Bärtigen spielte eine bedeutende Rolle. Dieser wurde im Zuge der Synode abgesetzt und seine Frau Beatrix von Lothringen sowie seine Stieftochter Mathilde durch den Kaiser gefangen genommen. So stellte die Versammlung in Florenz, der Hauptstadt Tusziens, eine eindeutige Machtdemonstration des Kaisers dar. Ferner unternahmen Heinrich III. und Viktor nach dieser Versammlung einen gemeinsamen Triumphzug durch Italien, um gemeinsam ihre Eintracht zu demonstrieren.
Außer der Synode von Florenz ist über das kirchliche Wirken Papst Viktors II. während seines Pontifikats wenig bekannt. Aufgrund der zunehmenden Einbindung in die Reichspolitik blieb seine kirchliche Tätigkeit deutlich beschränkt. Zu Beginn des Jahres 1056 nahm er das Kloster Vallombrosa unter seinen persönlichen Schutz. Außerdem griff er in die Abtswahl des Klosters Montecassino ein, als er den bereits gewählten Abt Petrus zum Rücktritt zwang. Seine strikte Haltung gegen die Simonie förderte Viktors Rückhalt bei der gregorianischen Reformpartei, bei der er äußerst beliebt war. Bezeichnenderweise arbeitete deren bedeutendster Vertreter, der bereits erwähnte Hildebrand, als enger persönlicher Berater und Bibliothekar für den Papst.
Auf den zwei kleineren Synoden in Rom am 18. April 1057 und in Arezzo am 23. Juli 1057 wurde zum einen die Wiedervereinigung des Bistums Sabina beschlossen, zum anderen versuchte Viktor II. zwischen den Bischöfen Arnald von Arezzo und Johannes von Siena in deren Streit um Kirchenbesitz zu vermitteln. Weitere Verhandlungsgegenstände sind dem spärlichen Quellenmaterial nicht zu entnehmen.

### Der Ausbau des päpstlichen Kirchenstaats
Papst Viktor II. zeichnete sich insbesondere durch sein politisches Geschick im Reich aus, welches er schon als Bischof von Eichstätt bewiesen hatte. Als Kaiser Heinrich III. sich vermehrt mit Aufständen im Reich auseinanderzusetzen hatte, wurde der Papst zu seiner unentbehrlichen politischen Unterstützung. So übergab der weltliche Herrscher seinem Vertrauten verschiedene Gebiete in Ostitalien, die dieser stellvertretend verwalten sollte. Dazu gehörten das Herzogtum Spoleto, die Markgrafschaft Fermo sowie Besitzungen in der Romagna. Seiner eigentlichen Aufgabe als Bischof konnte Viktor II. aufgrund dieser zunehmenden Einbindung in die Geschäfte im Reich und in Italien praktisch nicht mehr nachkommen. Vielmehr nutzte er die erhaltenen Gebiete bewusst zum Ausbau und zur Sicherung des Kirchenstaats, um die politische Macht seines Amtes zu stärken. Zugleich schuf er somit ein Gegengewicht zu den Normannenstaaten und vor allem zur Markgrafschaft Tuszien, die seit 1054 unter Gottfried dem Bärtigen im Süden Italiens zunehmend mächtiger wurde.
Das Machtkalkül Viktors II. zeigte sich auch in der Absetzung Friedrichs von Lothringen als Leiter der päpstlichen Kanzlei. Die Funktion des Bruders Gottfrieds des Bärtigen und späteren Papstes Stephan IX. übernahm daraufhin sein Berater Hildebrand. Nach dem Tod Heinrichs III. förderte der Papst an einem Hoftag in Köln im Dezember 1056 jedoch die Versöhnung zwischen dem Königshof und Gottfried dem Bärtigen. Von diesem erhoffte er sich nun Unterstützung für die Kirchenreformpolitik und einen möglichen militärischen Einsatz gegen die Normannen. Als Gegenleistung ließ er sowohl Beatrix als auch Mathilde frei und erhob Friedrich von Lothringen zum Abt von Montecassino und Kardinalpresbyter von Sankt Chrysogonus. Faktisch bedeutete dieser Interessensausgleich auf dem so genannten „Kölner Konzil“ eine deutliche Stabilisierung des Kirchenstaats.

### Die Rolle als „Reichsverweser“ nach dem Tod Heinrichs III.
Im September 1056 trafen Papst Viktor II. und Heinrich III. in Goslar zusammen. Dort berieten die beiden über eine mögliche Lösung für die Unruhen im Reich und in Süditalien, die den Herrscher zu vielen anstrengenden Reisen gezwungen hatten.
Heinrich III. starb schließlich bereits Anfang Oktober 1056 in Bodfeld im Harz. Kurz zuvor war in Goslar sein Sohn Heinrich IV. von den geistlichen und weltlichen Reichsfürsten zum König gewählt worden. Das besondere Vertrauensverhältnis zwischen Kaiser und Papst wurde auch am Sterbebett des Herrschers offenbar: Viktor II. weilte an der Seite des Herrschers und bekam von diesem den persönlichen Schutzauftrag für Kaiserin Agnes und Heinrich IV. Als Vormund des minderjährigen Königs übernahm er vorerst die Reichsgeschäfte, sodass der Papst erneut seine politische Macht deutlich ausweiten konnte.
Der Papst führte den Auftrag des verstorbenen Kaisers gewissenhaft aus: Nachdem er die feierliche Beisetzung Heinrichs III. im Speyerer Dom organisiert und an ihr teilgenommen hatte, krönte er den jungen König Heinrich IV. in Aachen. Bereits Ende des Jahres 1056 hatte Viktor II. seinen politischen Einfluss stark ausgeweitet. Als Reichsverweser regelte er mit päpstlicher und weltlicher Autorität die Verhältnisse im ostfränkischen Gebiet und vermittelte zwischen den streitenden Parteien. Dabei gelang ihm der Ausgleich zwischen dem Königshof und Gottfried dem Bärtigen, der daraufhin einen Treueid auf den jungen König Heinrich IV. leistete.
Seine gewachsene Rolle im Reich zwang den Papst zu vielen Aufenthalten fernab von Rom. Nachdem er sich zu Beginn des Jahres 1057 kurz in seinem Bistum Eichstätt aufgehalten hatte, kehrte er schließlich im März nach längerer Abwesenheit in den Lateran zurück, um danach zwei Reichssynoden (siehe Kapitel 4.1) abzuhalten. Die Verwaltung des Reiches und die Vormundschaft für Heinrich IV. übertrug er dessen Mutter Kaiserin Agnes.

## Tod
Überraschend und unerwartet verstarb Papst Viktor II. am 28. Juli 1057 in Arezzo an einer fiebrigen Krankheit, kurz nachdem er dort eine Synode abgehalten hatte. Wahrscheinlich wurde er das Opfer einer Epidemie während des italienischen Sommers. Die zunehmende Belastung durch die vielen Reisen hatte dem Papst offenbar in hohem Maße zugesetzt. Als seine Anhänger den Leichnam des Papstes an dessen früheren Bischofssitz Eichstätt überführen wollten, wurde er beim Rücktransport von Bewohnern der Stadt Ravenna heimlich entwendet und in einem Sarkophag im Mausoleum Theoderichs des Großen in Ravenna beigesetzt, das seinerzeit ein Bestandteil der Kirche des Benediktiner-Klosters S. Maria ad forum in Ravenna war. Das Grab Viktors II. wurde später geplündert und der Leichnam von Räubern entnommen. Der Verbleib seiner sterblichen Überreste ist bis heute nicht geklärt.

## Bedeutung für das Reformpapsttum
Die enge Zusammenarbeit und das gute Verhältnis zwischen der cathedra petri und dem Kaiser waren ein besonderes Merkmal der Amtszeit Viktors II. Die „Symbiose von Regnum und Sacerdotium“ erlebte mit dem Tod Heinrichs III. und Viktors II. jedoch sowohl ihren Höhe- als auch ihren Endpunkt, da jene Eintracht bereits in den folgenden Jahren im Zuge des Investiturstreits endgültig zerbrechen sollte.
Der zunehmend schwindende Einfluss des weltlichen Herrschers auf das Papsttum zeichnete sich allerdings bereits ab, als Viktors Nachfolger Stephan IX. im August 1057 bereits ohne Zustimmung eines salischen Herrschers inthronisiert wurde. Somit markiert der Tod Viktors II. zugleich auch das Ende des deutschen Reformpapsttums.

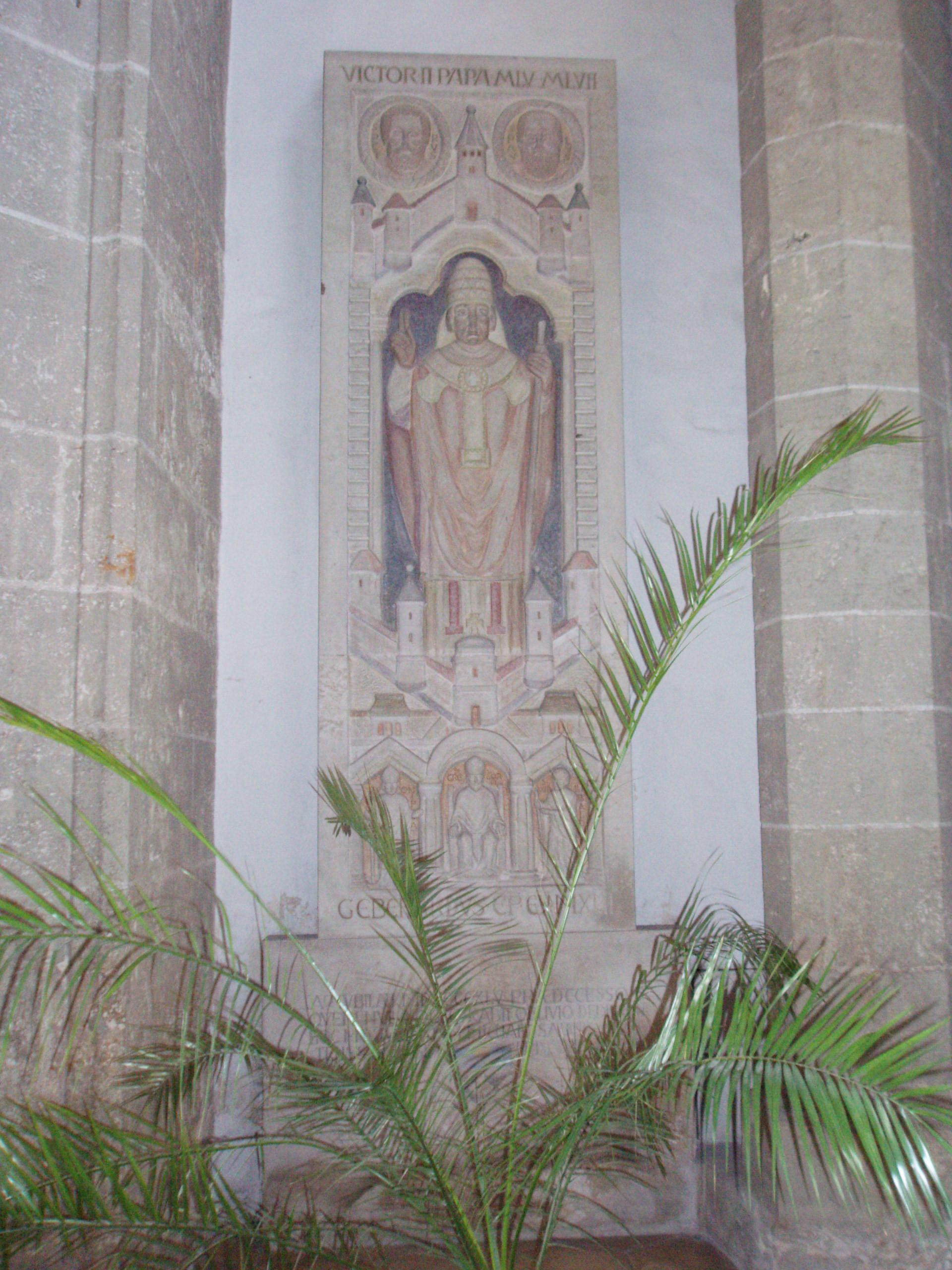
Viktor II.-Denkmal von Johanna Fischl im Eichstätter Dom

## Ehrung
1945 errichtete die Bildhauerin Johanna Fischl ein Denkmal für Viktor II. im Eichstätter Dom.
Mit der Papst-Victor-Straße (Stadt Eichstätt) beziehungsweise der Papst-Viktor-Straße (Markt Dollnstein) ehren ihn zwei Kommunen seines Bistums.